# Dekanat Sędziszów Małopolski
Dekanat Sędziszów Małopolski – dekanat diecezji rzeszowskiej składający się z 12 parafii i 1 klasztoru.

## Parafie i klasztory
- Bystrzyca, pw. św. Franciszka z Asyżu,
- Czarna Sędziszowska, św. Stanisława Biskupa,
- Góra Ropczycka, pw. św. Jakuba Starszego Apostoła,
- Kamionka, pw. Podwyższenia Krzyża Świętego,
- Nockowa, pw. św. Michała Archanioła,
- Olchowa, pw. Matki Bożej Fatimskiej,
- Sędziszów Małopolski: 
  - klasztor Zakonu Braci Mniejszych Kapucynów z kościołem przyklasztornym pw. św. Antoniego z Padwy,
  - pw. Miłosierdzia Bożego,
  - pw. Najświętszej Maryi Panny Częstochowskiej,
  - pw. Narodzenia Najświętszej Maryi Panny,
  - pw. Podwyższenia Krzyża Świętego,
- Zagorzyce, pw. Świętych Apostołów Piotra i Pawła,
- Zagorzyce Dolne, pw. Niepokalanego Serca Najświętszej Marii Panny.